# George Wright (Ruderer)
George Fletcher Wright (* 21. Juli 1890 in Toronto; † 28. Januar 1973 in Los Angeles, Vereinigte Staaten) war ein kanadischer Ruderer.

## Karriere
Wright nahm 1908 an den Olympischen Spielen in London teil. Dort trat er mit dem Achter des Argonaut Rowing Club an und gewann die Bronzemedaille.
Sein Vater Joseph Wright sr. und sein Bruder Joseph Wright jr. waren ebenfalls erfolgreiche Olympioniken, die bei den Spielen 1904 bzw. 1928 Medaillen gewinnen konnten. Seine Schwägerin Martha Norelius war dreifache Olympiasiegerin.